# Белорусское времечко
Белорусское «Времечко» — ежедневная информационно-аналитическая программа телеканалов «Беларусь 1» и «Беларусь 24» (до 2013 года — «Беларусь-ТВ»), (ранее на «Беларусь 2»), выходящая в прямом эфире в жанре «народных новостей». Трансляции ведутся с понедельника по четверг в дневной прайм-тайм (в годы выхода на канале «Беларусь 2» — в вечернее время).

## Общее описание
«Белорусское времечко» выходит в эфир с 26 ноября 2006 года, после того, как телеканал ЛАД купил у российской телекомпании АТВ права на производство «Времечко» в Белоруссии. Ведущих белорусской программы обучали коллеги из Москвы и, по словам шефа-редактора Саши Снегиной, их инструкции до сих пор дают заучивать наизусть новым корреспондентам.
Поначалу форма белорусской передачи, повторяющая российский аналог, вызывала нарекания у зрителей, но в дальнейшем проект в формате «народных новостей» приобрёл популярность. Несмотря на это, он оказался для телеканала ЛАД непомерно дорогим, и к 2009 году встал вопрос о его закрытии. Тем не менее благодаря поддержке Белтелерадиокомпании программа не выпала из сетки вещания канала, в дальнейшем сменившего название на «Беларусь 2».
Главное предназначение программы — помогать зрителям в решении самых сложных ситуаций и совместными усилиями находить ответы на актуальные жизненные вопросы. Формат программы представляет собой обсуждение какой-то одной темы (на весь выпуск) при участии ведущих и приглашённого гостя в студии. Участники программы также отвечают на задаваемые в прямом эфире вопросы телезрителей, В передачах участвует юрист, дающий консультации зрителям также в прямом эфире. В еженедельнике «Экспресс-новости» «Белорусское времечко» названо «народной программой» и «наиболее смотрибельным продуктом» белорусского телевидения, о популярности которого свидетельствуют многочисленные звонки в прямом эфире.
С 13 января 2014 года «Белорусское времечко» выходит в эфире телеканала «Беларусь 1», где было переведено в дневную сетку вещания. Состав ведущих при переходе с канала на канал сохранился.

## Ведущие
- Валерий Радуцкий
- Константин Юманов
- Ольга Шлягер
- Елена Спиридович
- Владимир Богдан
- Анатолий Вечер

Одним из первых ведущих программы был Геннадий Давыдько, в дальнейшем ставший председателем Национальной государственной телерадиокомпании. Незадолго до пятой годовщины программы к штату ведущих присоединилась заслуженная артистка Беларуси Елена Спиридович.
Бывшие ведущие
•Ольга Шлягер
•Сергей Прохоров до 9 июля 2017 года
•Саша Снегина
•Олег Титков
•Юлия Завгородняя

## Корреспонденты
- Ольга Якубенко
- Юлия Пименова
- Елена Ковалёва
- Валентина Венгура
- Анна Иванова

## Редакторы
- Евгения Семенченко
- Светлана Гринчик